# Luteciano
| Sistema/Período | Série/Época | Andar/Estágio  | Idade (Ma)   |
| --- | ----------- | -------------- | ------------ |
| Neogeno | Mioceno     | Aquitaniano    | mais recente |
| Paleogeno | Oligoceno   | Chattiano      | 23.03–28.1   |
| Paleogeno | Oligoceno   | Rupeliano      | 28.1–33.9    |
| Paleogeno | Eoceno      | Priaboniano    | 33.9–37.8    |
| Paleogeno | Eoceno      | Bartoniano     | 37.8–41.2    |
| Paleogeno | Eoceno      | Luteciano      | 41.2–47.8    |
| Paleogeno | Eoceno      | Ipresiano      | 47.8–56.0    |
| Paleogeno | Paleoceno   | Tanetiano      | 56.0–59.2    |
| Paleogeno | Paleoceno   | Selandiano     | 59.2–61.6    |
| Paleogeno | Paleoceno   | Daniano        | 61.6–66.0    |
| Cretáceo | Superior    | Maastrichtiano | mais antigo  |
| Subdivisão do Paleogeno de acordo com a Tabela Cronoestratigráfica Internacional versão 2015/1 da Comissão Internacional sobre Estratigrafia. |             |                |              |

Luteciano, na escala de tempo geológico, é a idade da época Eocena do período Paleogeno da era Cenozoica do éon Fanerozoico que está compreendida entre 48 milhões e 600 mil e 40 milhões e 400 mil anos atrás, aproximadamente. A idade Luteciana sucede a idade Ipresiana e precede a idade Bartoniana, ambas de sua época.